# Mariusz Prudel
Mariusz Prudel (Rybnik, 21 januari 1986) is een Pools beachvolleyballer. Met Grzegorz Fijałek nam hij deel aan twee edities van de Olympische Spelen en won hij twee bronzen medailles bij de Europese kampioenschappen.

## Carrière

### 2005 tot en met 2012
Prudel maakte in 2005 aan de zijde van Rafal Szternel zijn debuut in de FIVB World Tour bij het Open-toernooi van Stare Jabłonki. Met Grzegorz Fijałek won hij verder de zilveren medaille bij de EK onder 20 in Tel Aviv en met Grzegorz Jaruga deed hij mee aan de WK onder 21 in Rio de Janeiro. Het jaar daarop speelde Prudel twee wedstrijden in de mondiale competitie en eindigde hij met Fijałek als vijfde bij de WK onder 21 in Mysłowice. Van 2008 tot en met 2016 vormde Prudel een vast team met Fijałek. In hun eerste seizoen namen ze in de World Tour deel aan zes toernooien met als beste resultaat een vierde plaats in Manamah. Bij de EK in Hamburg werd het duo in de vierde ronde uitgeschakeld door de Nederlanders Reinder Nummerdor en Richard Schuil; in de laatste herkansingsronde verloren ze vervolgens van de Russen Dmitri Barsoek en Igor Kolodinski. Het jaar daarop speelden ze acht wedstrijden in het internationale beachvolleybalcircuit, waarbij ze twee keer in de top tien eindigden. In Stare Jabłonki werd het tweetal zevende en op Åland negende. Verder bereikten Prudel en Fijałek de kwartfinale bij de EK in Sotsji waar Nummerdor en Schuil opnieuw te sterk waren.
In 2010 deed het tweetal mee aan elf FIVB-toernooien. In Marseille behaalden ze met een derde plek hun eerste podiumplaats. Daarnaast werden ze eenmaal vierde (Gstaad) en viermaal vijfde (Brasilia, Rome, Mysłowice en Klagenfurt). Bij de EK in Berlijn verloren ze de in de achtste finale van het Spaanse duo Inocencio Lario en Raúl Mesa. Het daaropvolgende seizoen speelden Prudel en Fijałek tien reguliere wedstrijden in de World Tour. Ze behaalden twee tweede (Stavanger en Stare Jabłonki) en drie vierde plaatsen (Beijing, Gstaad en Åland). Bij de WK in Rome bereikte het duo de kwartfinale; daar werden ze uitgeschakeld door de Duitsers Julius Brink en Jonas Reckermann. Bij de EK in Kristiansand waren Nummerdor en Schuil in de achtste finale te sterk. In 2012 kwam het duo bij de EK in Scheveningen niet verder dan de groepsfase. In de World Tour deden ze verder mee aan zes toernooien met een derde plaats in Berlijn als beste resultaat. Bij de Olympische Spelen in Londen bereikten Prudel en Fijałek de kwartfinale waar ze werden uitgeschakeld door het Braziliaanse tweetal Alison Cerutti en Emanuel Rego.

### 2013 tot en met 2016
Het jaar daarop begonnen ze met drie vijfde plaatsen in Fuzhou, Shanghai en Corrientes. Vervolgens wonnen ze het toernooi in Münster in de Duitse Smart Beach Tour. In Den Haag behaalde het duo een derde plaats en in Rome eindigde het tweetal als vijfde. Bij de WK in eigen land bereikten ze als groepswinnaar de zestiende finale waar ze werden uitgeschakeld door het Braziliaanse duo Pedro Solberg Salgado en Bruno Oscar Schmidt. Na afloop namen ze deel aan het FIVB-toernooi in Gstaad. Bij de EK in Klagenfurt wonnen Prudel en Fijałek de bronzen medaille ten koste van Daniele Lupo en Paolo Nicolai uit Italië. In de World Tour behaalde het duo verder een vijfde en negende plaats in Berlijn en São Paulo. In 2014 deden ze mee aan tien internationale toernooien waarbij ze achtmaal in de top tien eindigden. Ze behaalden podiumplaatsen in Den Haag (eerste), Moskou en Long Beach (beide tweede). Bij de EK in Quartu Sant'Elena verloren ze in de kwartfinale van de Oostenrijkers Clemens Doppler en Alexander Horst.
Het daaropvolgende seizoen behaalden Prudel en Fijałek bij de acht reguliere World Tour-toernooien enkel toptienklasseringen; in Stavanger eindigde het duo als derde. Bij de WK in Nederland kwamen ze niet verder dan de zestiende finale waar ze werden uitgeschakeld door de Brazilianen Pedro Solberg en Evandro Gonçalves Oliveira Júnior. In Klagenfurt bereikten ze bij de EK opnieuw de kwartfinale die ze ditmaal verloren van de Nederlanders Nummerdor en Christiaan Varenhorst. De daaropvolgende editie in Biel/Bienne wonnen Prudel en Fijałek brons door de Nederlanders Alexander Brouwer en Robert Meeuwsen in de troostfinale te verslaan. In 2016 speelden ze verder dertien reguliere wedstrijden in de World Tour. Het duo werd onder meer derde in Antalya, vierde in Rio de Janeiro en vijfde in Maceio. Bij de Olympische Spelen in Rio eindigden ze als derde in de groepsfase; in de tussenronde werden ze vervolgens uitgeschakeld door het Canadese duo Ben Saxton en Chaim Schalk. Ze sloten het seizoen af met een vijfde plaats bij de World Tour Finals in Toronto.

### 2017 tot en met 2021
In 2017 partnerde Prudel met Kacper Kujawiak. Het tweetal nam deel aan de WK in Wenen – waar ze in de zestiende finale werden uitgeschakeld door Jefferson Santos en Cherif Younousse uit Qatar – en aan de EK in Jurmala – waar ze bleven steken in de tussenronde tegen Maxime Thiercy en Romain Di Giantommaso uit Frankrijk. In de mondiale competitie deden ze verder mee aan vijf wedstrijden met een vijfde plaats in Olsztyn als beste resultaat. Het jaar daarop beachvolleybalde Prudel aan de zijde van Jakub Szałankiewicz. Ze namen deel aan elf internationale toernooien en kwamen daarbij tot een overwinning (Kish), een vijfde plaats (Den Haag) en een negende plaats (Ostrava). Bij de EK in Nederland eindigden ze op een gedeelde negende plaats nadat de achtste finale van het Letse duo Jānis Šmēdiņš en Aleksandrs Samoilovs verloren werd. Sinds 2019 heeft Prudel geen vaste partner meer. Hij kwam met verschillende spelers uit op (kleinere) toernooien in de World Tour en de Poolse competitie. Zo eindigde hij met Mikołaj Miszczuk als derde bij het internationale toernooi van Malbork in 2019.

## Palmares
Kampioenschappen
- 2005:  EK U20
- 2011: 5e WK
- 2012: 5e OS
- 2013:  EK
- 2016:  EK

FIVB World Tour
- 2010:  Marseille Open
- 2011:  Grand Slam Stavanger
- 2011:  Grand Slam Stare Jabłonki
- 2012:  Grand Slam Berlijn
- 2013:  Grand Slam Den Haag
- 2014:  Grand Slam Moskou
- 2014:  Grand Slam Den Haag
- 2014:  Grand Slam Long Beach
- 2015:  Stavanger Majors
- 2016:  Antalya Open
- 2018:  3* Kish
- 2019:  1* Malbork